# Cirith Ungol
Cirith Ungol — американская хэви-метал-группа, образованная в конце 1971 года. Группа получила свое название от горного перевала Кирит Унгол из эпического фэнтезийного романа Дж. Р. Р. Толкина «Властелин колец».
Cirith Ungol были сильно недооценены в расцвете сил - их дебют Frost And Fire 1981 года когда-то был назван «худшим хэви-метал альбомом всех времен». Однако песня «Black Machine» со второго альбома King of the Dead (1984) попала в топ-10 лучших гимнов так называемой старой Новой волны американского хэви-метала начала 80-х (Old New Wave Of American Heavy Metal).
Последний альбом Dark Parade попал в 10-ку лучших альбомов дум- и стоунер-метала 2023 года, по мнению Metal Hammer.

## Характеристики
Стиль
На протяжении 1970-х годов группа в основном играла в стиле хэви-метал, глубоко укоренившемся в хард- и психоделическом роке. Первый студийный альбом Frost and Fire (1981) отличался более тяжелым звучанием и обычно считается ранним примером американского пауэр-метала. К своему второму студийному альбому King of the Dead (1984) группа укрепила свой стиль пауэр-метала, одновременно тяготея к гораздо более «мрачному» звучанию, и многие считали этот альбом одним из первых релизов дум-метала.
Лирика
Группа известна своими текстами, основанными на фэнтези (особенно на мече и колдовстве).
Дизайн обложек
Обложки всех студийных альбомов взяты с обложек книг цикла произведений «Сага об Элрике» Майкла Муркока, изданных в DAW Books; автор рисунков — Майкл Уэлан.

## Дискография
Смотри статью «Дискография Cirith Ungol» в англ. разделе.
- Frost and Fire (1981)
- King of the Dead (1984)
- One Foot in Hell (1986)
- Paradise Lost (1991)
- I’m Alive (2019) — концертный альбом
- Forever Black (2020)
- Dark Parade (2023)